# 第二次世界大战会议列表
第二次世界大戰會議列表列舉了盟國的所有會議。
| 名稱               | 地點                       | 時間                          | 主要與會者                                                                                       | 會議結果                                                                                  |
| ------------------ | -------------------------- | ----------------------------- | ------------------------------------------------------------------------------------------------ | ----------------------------------------------------------------------------------------- |
| 美英參謀長聯席會議 | 美国華盛頓                 | 1941年1月29日－3月27日        | 美國、英國、加拿大三國參謀長                                                                     | 基本對美國參戰達成一致意見。                                                              |
| 大西洋會議         | 紐芬蘭自治領阿根夏         | 1941年8月9日－8月12日         | 丘吉爾、羅斯福                                                                                   | 大西洋憲章                                                                                |
| 第一次莫斯科會議   | 苏联莫斯科                 | 1941年9月29日－10月1日        | 斯大林、哈里曼、比弗布魯克                                                                       | 盟國對蘇聯進行支援                                                                        |
| 第一次華盛頓會議   | 美国華盛頓                 | 1941年12月22日－1942年1月14日 | 丘吉爾、羅斯福                                                                                   | 歐洲優先政策、聯合國家宣言                                                                |
| 第二次華盛頓會議   | 美国華盛頓                 | 1942年6月20日－6月25日        | 丘吉爾、羅斯福                                                                                   | 決定在橫渡英吉利海峽前優先開闢北非第二戰場。                                              |
| 第二次莫斯科會議   | 苏联莫斯科                 | 1942年8月12日－8月17日        | 丘吉爾、斯大林、哈里曼                                                                           | 對優先開闢北非第二戰場的原因進行溝通。                                                    |
| 歇爾謝爾會議       | 阿尔及利亚歇爾謝爾         | 1942年10月21日－10月22日      | 美國將軍克拉克、查爾斯·馬斯特等維希法國官員                                                      | 火炬行動前的秘密會議。維希法國首腦同意不對盟軍在摩洛哥和阿爾及利亞的空降進行抵抗。        |
| 卡薩布蘭卡會議     | 摩洛哥卡薩布蘭卡           | 1943年1月14日－1月24日        | 丘吉爾、羅斯福、戴高樂、亨利·吉羅                                                                | 意大利戰場的計劃，並計劃在1944年渡過英吉利海峽進行作戰。聲明軸心國必須無條件投降。        |
| 第三次華盛頓會議   | 美国華盛頓                 | 1943年5月12日－5月27日        | 丘吉爾、羅斯福                                                                                   | 意大利戰場的計劃，增加對德國的空襲，加大太平洋戰場的作戰力度。                            |
| 魁北克會議         | 加拿大魁北克市             | 1943年8月17日－8月24日        | 丘吉爾、羅斯福、麥肯齊·金                                                                        | 在1944年發動諾曼底戰役前的準備，重組東南亞司令部,秘密達成魁北克协定以限制核能技術的交流。 |
| 第三次莫斯科會議   | 苏联莫斯科                 | 1943年10月18日－11月1日       | 美國國務卿科德爾·赫爾、英國外相安東尼·艾登、蘇聯前總理莫洛托夫                                   | 莫斯科宣言                                                                                |
| 開羅會議           | 埃及開羅                   | 1943年11月23日－11月26日      | 丘吉爾、羅斯福、蔣介石                                                                           | 開羅宣言（亞洲戰後問題的解決方案）                                                        |
| 德黑蘭會議         | 伊朗德黑蘭                 | 1943年11月28日－12月1日       | 丘吉爾、羅斯福、斯大林                                                                           | 三巨頭的首次會面，計劃對納粹德國的最終作戰戰略，擬定諾曼底登陸的日期。                    |
| 第二次開羅會議     | 埃及開羅                   | 1943年12月4日－12月6日        | 丘吉爾、羅斯福、伊斯梅特·伊纳尼                                                                  | 對完成盟國在土耳其的空軍基地達成共識。將在緬甸的作戰計劃延期。                            |
| 英聯邦總理會議     | 英国倫敦                   | 1944年5月1日-5月16日          | 丘吉爾、約翰·柯廷（澳大利亞）、彼得·弗雷澤（新西蘭）、麥肯齊·金（加拿大）和揚·史末資將軍（南非） | 英聯邦首腦支持莫斯科宣言，並在各自在二戰中的貢獻的問題上達成一致。                        |
| 佈雷頓森林會議     | 美国新罕布什爾州佈雷頓森林 | 1944年7月1日－7月15日         | 來自44個國家的代表                                                                               | 佈雷頓森林協定，建立國際貨幣基金組織和國際復興開發銀行                                    |
| 敦巴頓橡樹園會議   | 美国華盛頓                 | 1944年8月21日－8月29日        | 來自39個國家的代表，包括美國國務卿斯特蒂紐斯、英國代表賈德干、蘇聯代表葛羅米柯                   | 一致同意建立聯合國                                                                        |
| 第二次魁北克會議   | 加拿大魁北克市             | 1944年9月12日－9月16日        | 丘吉爾、羅斯福                                                                                   | 使德國非工業化的摩根索計劃，及其他作戰計劃                                                |
| 第四次莫斯科會議   | 苏联莫斯科                 | 1944年10月9日                 | 丘吉爾、斯大林、莫洛托夫, 安東尼·艾登                                                            | 戰後在東歐和巴爾幹半島的勢力範圍的劃分                                                    |
| 馬耳他會議         | 馬爾他                     | 1945年1月30日－2月2日         | 丘吉爾、羅斯福                                                                                   | 雅爾塔會議的準備                                                                          |
| 雅爾塔會議         | 苏联雅爾塔                 | 1945年2月4日－2月11日         | 丘吉爾、羅斯福、斯大林                                                                           | 擊敗德國的最終計劃、戰後歐洲勢力範圍的劃分、確定聯合國大會的日期、蘇聯進攻日本的談判      |
| 聯合國國際組織會議 | 美国舊金山                 | 1945年4月25日－6月26日        | 來自50個國家的代表                                                                               | 聯合國憲章                                                                                |
| 波茨坦會議         | 德国波茨坦                 | 1945年7月17日－8月2日         | 丘吉爾、斯大林、杜魯門、艾德禮                                                                   | 波茨坦公報（要求日本無條件投降）、波茨坦協議（關於德國分治的問題）                        |

丘吉爾共出席14次會議，羅斯福出席了12次，史達林出席了5次，蔣中正出席了1次。

## 延伸閱讀
- What major conferences were held during World War II? （页面存档备份，存于）, website of the Franklin D. Roosevelt Presidential Library
- U.S. Army Center of Military History （页面存档备份，存于）
  - Strategic Planning for Coalition Warfare, 1941 -1942 （页面存档备份，存于）
  - Strategic Planning for Coalition Warfare, 1943 -1944 （页面存档备份，存于）
  - Washington Command Post: The Operations Division （页面存档备份，存于）
  - Appendix C: Principals at the international conferences 1月1943—9月1944 （页面存档备份，存于）